# Salten (Norge)
 Denne artikel omhandler Salten (Norge), en norsk region og landskab. Opslagsordet har også en anden betydning, se Salten.
Salten (Samisk Sállto) er en region og et landskap i Nordland fylke i Norge. Det strækker sig fra Svartisen og Saltfjellet i syd til Ofotfjorden i nord. Salten består af 10 kommuner med varierende størrelse. Disse er Beiarn, Bodø, Fauske, Gildeskål, Hamarøy, Meløy, Saltdal, Steigen, Sørfold og Tysfjord. Salten har 74.912 indbyggere (pr. 01.01.2003).
67°05′N 15°03′Ø / 67.08°N 15.05°Ø